# Альдеуела-де-Єльтес
Альдеуела-де-Єльтес (ісп. Aldehuela de Yeltes) — муніципалітет в Іспанії, у складі автономної спільноти Кастилія-і-Леон, у провінції Саламанка. Населення — 217 осіб (2010).
Муніципалітет розташований на відстані близько 220 км на захід від Мадрида, 60 км на південний захід від Саламанки.

## Демографія
Динаміка населення (INE ):

## Зовнішні посилання
- Офіційна вебсторінка муніципалітету Альдеуела-де-Єльтес [Архівовано 9 лютого 2021 у Wayback Machine.]
- Провінційна рада Саламанки: індекс муніципалітетів [Архівовано 23 квітня 2009 у Wayback Machine.]
- Посилання на Google Maps